# Quartier Ouest (Avignon)
Le quartier Ouest est l'un des 9 quartiers d'Avignon en région Provence-Alpes-Côte d'Azur.
On y trouve notamment le micro-quartier Monclar en son sein.

## Localisation
Ce quartier est délimité :
- à l'est, par les avenues Saint-Ruf et Tarascon qui le sépare des quartiers Nord Rocade et Sud Rocade ;
- au nord, par le boulevard Saint-Roch qui le sépare du quartier Centre ;
- à l'ouest, par le Rhône qui le sépare de la ville des Angles dans le Gard ;
- au sud, par la Durance qui le sépare des villes de Barbentane et Rognonas dans les Bouches-du-Rhône.

## Administration

### Mairie de quartier
Tous les quartiers d'Avignon sont dotés d'une mairie de quartier. Celle du quartier Ouest est située au 30 avenue Monclar.

### Poste de Police Municipale
Le quartier Ouest compte un poste de Police Municipale situé au 30 avenue Monclar.

## Transports en commun
Le quartier est desservi par le réseau Orizo.

### Bus
Le quartier Ouest est desservi par de nombreuses lignes de bus du réseau Orizo.
| Lignes desservant le quartier Ouest | Arrêts dans le quartier Ouest |
| ----------------------------------- | --- |
| 4 5 9 11                            | Gare Centre |
| 6                                   | Gare Centre • Maison Pour Tous • Mairie Ouest • Monod |
| 10                                  | Les Lierres • Eisenhower • Ferry • Violette • Lopofa • Lopy • Monclar • Allende • Monteverdi • Baigne Pieds • Courtine • Avignon TGV                             |
| 20                                  | Petit Mas • Saint-Gens • Bonne Fleur • Avignon TGV |
| 30                                  | Campus Sciences et Techniques • Stade Gillardeaux • Follereau • Rhône Durance • Schuman • Lavarin • Allende • Monteverdi • Baigne Pieds • Courtine • Avignon TGV |
| CZen-Rep                            | Champfleury • Gare Centre |

### Tramway et Chron'hop
Le quartier Ouest est desservi par plusieurs lignes de Tramway et Chron'hop du réseau Orizo.
| Lignes desservant le quartier Ouest | Stations dans le quartier Ouest |
| ----------------------------------- | --- |
| T1                                  | Saint-Roch - Université des Métiers • Gare Centre - République • Arrousaire - Saint-Ruf • Place Saint-Ruf • Jouveau - Stade Baizet                    |
| C2                                  | Gare Centre • Les Lierres • Eisenhower • Mouret • Scheppler FabricA • Quiot • Verdi • Monclar • Allende • Lavarin • Schuman • Rhône Durance • Hôpital |

### Vélopop'
Le quartier Ouest possède plusieurs stations Vélopop' du réseau Orizo.

## Les micro-quartiers

### Champfleury-Eisenhower
Situé au long de l'avenue du même nom, le micro-quartier abrite un hypermarché E.Leclerc ainsi que le parc Eisenhower. 

### Courtine
Le micro-quartier abrite la Zone Industrielle Courtine, le Centre Commercial Court'In, l'Opéra Confluence ainsi que la Gare d'Avignon TGV. Anciennement constitué de terrains agricoles, il tire son nom du château de Courtine, ancien domaine agricole et viticole aujourd'hui désaffecté.

### Hôpital
Il comporte le Centre Hospitalier Henri Duffaut ainsi que la clinique Rhône-Durance d'Avignon et l'Institut contre le cancer (Sainte Catherine).

### Saint-Ruf
Situé à l'extrème-est du quartier Avignon Ouest, le micro-quartier Saint-Ruf a une ambiance de village paisible avec des commerces de proximité et surtout des habitations pavillonnaires privées. Il est partagé sur deux quartiers de la ville : Avignon Ouest et Nord Rocade.